# Торе Чарапико (Кјети)
Торе Чарапико (итал. Torre Ciarrapico) је насеље у Италији у округу Кјети, региону Абруцо.
Према процени из 2011. у насељу је живело 25 становника. Насеље се налази на надморској висини од 137 м.